# Protestas en Egipto de 1935-1936
Las protestas en Egipto de 1935-1936 fueron un levantamiento masivo contra la influencia británica en Egipto y manifestaciones estudiantiles que exigían la independencia. Las manifestaciones masivas y los disturbios prodemocracia comenzaron como una ola de protestas nacionales y desobediencia civil contra el gobierno provincial y la influencia británica en el país. Las huelgas universitarias a favor de la guerra y las protestas antibritánicas en noviembre de 1935 fueron recibidas con fuerza por el gobierno egipcio, incluyendo munición real y balas de goma. Las protestas de la oposición democrática antibritánica y antigubernamental continuaron y se convirtieron en disturbios, con luchas entre manifestantes y militares. Las protestas masivas se extendieron por todo el país desde enero hasta febrero, a pesar de una violenta represión. Se realizaron acciones de huelga a gran escala en todo Egipto, como Helwan, Hurgada y Puerto Saíd. Las protestas fueron el primer levantamiento nacional desde la revolución egipcia de 1919 y el más violento y popular desde entonces. Más de 100 manifestantes murieron en los enfrentamientos, la intensa represión y los combates entre las multitudes y los militares mientras se intentaba sofocar el levantamiento masivo.